# Colonia Francisco Santana Peralta
Colonia Francisco Santana Peralta är en ort i Mexiko.   Den ligger i kommunen Mexicali och delstaten Baja California, i den nordvästra delen av landet, 2 100 km nordväst om huvudstaden Mexico City. Colonia Francisco Santana Peralta ligger 38 meter över havet och antalet invånare är 578.
Terrängen runt Colonia Francisco Santana Peralta är platt. Runt Colonia Francisco Santana Peralta är det ganska glesbefolkat, med 40 invånare per kvadratkilometer. Närmaste större samhälle är Los Algodones, 2,9 km nordost om Colonia Francisco Santana Peralta. Trakten runt Colonia Francisco Santana Peralta består till största delen av jordbruksmark.